# UFC Fight Night: Maia vs. LaFlare
UFC Fight Night: Maia vs. LaFlare foi um evento de Artes Marciais Mistas promovido pelo Ultimate Fighting Championship, ocorrido em 21 de março de 2015 no Ginásio do Maracanãzinho no Rio de Janeiro, Brasil

## Background
A luta principal seria entre os pesos penas, Urijah Faber e Raphael Assunção. No entanto, Assunção se lesionou e foi obrigado a deixar o card, cancelando o combate.  A luta principal selecionada para substituir o combate cancelado foi o duelo de Meio Médios, Demian Maia e Ryan LaFlare.
O norte-americano Josh Thomson estava programado para enfrentar o brasileiro Gilbert Burns no evento, mas uma lesão o forçou a ser retirado do card, sendo substituído pelo brasileiro estreante Alex Oliveira.
Ben Saunders era esperado para enfrentar Erick Silva no evento, no entanto, uma lesão tirou Saunders da luta e ele foi substituído por Josh Koscheck.

## Bônus da Noite
- Luta da Noite: Não houve lutas premiadas com esse prêmio no evento
- Performance da Noite:  Gilbert Durinho,  Godofredo Pepey,  Edmilson Souza e  Fredy Serrano